# 한채경
한채경(본명: 박채경, 1994년 2월 19일~)은 대한민국의 배우이다.

## 학력
- 2013년~2017년 동덕여자대학교 방송연예과 (졸업)

## 출연 작품

### 드라마
- 2015년 TvN 《영자의 전성시대》
- 2016년 딩고스튜디오 《나는 주인공이다》 - 교통 사고녀 역
- 2016년 KBS 조이 《연애를 부탁해》 - 은비 역
- 2017년 KBS 2TV 《KBS 드라마 스페셜 - 만나게 해, 주오》
- 2017년 SBS 《이판사판》
- 2018년 SBS 《키스 먼저 할까요》- 고윤정 역
- 2018년 TvN 《아는 와이프》
- 2018년 온스타일 《통통한 연애》 - 윤공주 역
- 2019년 MBC 《어쩌다 발견한 하루》 - 김애일 역
- 2019년 플레이리스트 《나의 이름에게》 - 양새롬 역
- 2020년 TvN 《소녀의 세계》 - 서미래 역
- 2021년 JTBC 《선배 그 립스틱 바르지 마요》 - 한서연 역
- 2021년 iHQ DRAMA 《사사건건 세포분열》# - 한다야 역
- 2021년 KBS 2TV 《빨강구두》 - 고은초 역
- 2021년 TvND 《소녀의 세계 시즌 2》 - 서미래 역
- 2023년 넷플릭스 퀸메이커 한이슬 역

### 영화
- 2014년 《첫사랑》 (단편 영화)
- 2014년 《수상한 그녀》
- 2018년 《궁합》 - 연회 추파 궁녀 역
- 2021년 《피어썸》 - 귀신 역

### 뮤지컬
- 2016년 《테슬라 : 천재들의 게임》